# بریستول سیلی
بریستول سیلی (به انگلیسی: Bristol Seely) یک هواگرد ساختِ کارخانهٔ بریستول ایروپلین در کشور بریتانیا است . این هواگرد برای نخستین بار در ۱۹۲۰ میلادی مورد استفاده قرار گرفت.